# Sandrine Herlem
Sandrine Herlem, née le 14 octobre 1976, est une joueuse de pétanque française. 

## Biographie
Elle est droitière et se positionne en tireuse.

## Clubs
- ?-? : ASB Béziers (Hérault)
- ?-? : Pézenas (Hérault)
- ?-? : Saint-Thibéry (Hérault)
- ?-? : Bessan (Hérault)
- ?-? : Boule de la Tamarissière Agde (Hérault)
- ?-? : Elan Pétanqueur Agde (Hérault)

## Palmarès[1],[2],[3]

### Séniors

#### Championnats du Monde
Troisième
- Triplette 2019 (avec Audrey Bandiera, Anna Maillard et Daisy Frigara) :  Équipe de France

#### Coupe des Confédérations
Vainqueur
- Triplette 2014 (avec Audrey Bandiera, Anaïs Lapoutge et Ludivine d'Isidoro) :  Équipe de France

#### Championnats d'Europe
Championne d'Europe
- Tête à tête 2018 :  Équipe de France

#### Championnats de France
Championne de France
- Doublette 2005 (avec Magali Saez)
- Tête à tête 2016

#### Mondial La Marseillaise
Vainqueur
- 2019 (avec Cindy Peyrot et Daisy Frigara)

Finaliste
- 2009 (avec Cynthia Quennehen et Ludivine Lovet)

#### Millau

##### Mondial à pétanque de Millau (2003-2015)
Finaliste
- Triplette 2006 (avec Séverine Roche et Magali Saez)
- Triplette 2007 (avec Marie-Christine Virebayre et Martine Sarda)
- Doublette 2008 (avec Ludivine Lovet)

##### Festival International de Pétanque de Millau (2016-)
Vainqueur
- Doublette 2018 (avec Charlène Marcourel)

#### National dePalavas-les-Flots
Vainqueur
- Doublette 2002 (avec Michèle Minerva)[4]